# Daniel Kajmakoski
Daniel Kajmakoski (Struga, 17 de octubre de 1983) es un cantante y compositor macedonio. Representó a la anteriormente conocida como A.R.Y. Macedonia en el Festival de la Canción de Eurovisión 2015 con la canción Autumn leaves.

## Vida y Carrera

### 1983-2013: Inicios de su carrera
Daniel nació el 17 de octubre de 1983 el la ciudad de Struga al sur de la república de Macedonia. Con la Edad de siete años Daniel junto a su familia se trasladaron a Viena. Daniel es el hermano mediano de tres (Dalibor y Filip), el nombre de Daniel provino del cantante yugoslavo que representó a Yugoslavia en el año 1983, logrando alcanzar la cuarta posición, una de las mejores de la historia de Yugoslavia. Cuando Daniel tenía 17 años participó en su primer concurso, llegando a alcanzar la decimosegunda posición. En el 2009, Daniel actuó por primera vez en Macedoniaen el Ohrid Fest con la canción "Nezhna ko princeza", la cual fue escrita y compuesta por él.
Daniel también ha participado en el festival búlgaro "Pej S'men" . Tras ello Daniel vuelve a Viena donde encontró un trabajo. En 2010 formó parte de la" Uno-Worl-Projekt "de Thomas Raber , que era uno de los candidatos austríacos para el Festival de Eurovisión 2011, pero el jurado no votó por él en el show final.
Daniel en el año 2011 escribió una canción para la afamada cantante macedonia Karolina Gočeva, la canción se llamó ""Ne se vrajkas"", la cual cosechó grandes éxitos en Macedonia y en las repúblicas ex-yugoslavas, donde llegó a ser un Hit.

### 2013-2014: X Factor Adria
En 2013 Daniel participó en las audiciones de la primera edición del X Factor Adria,llamó la atención desde el primer momento, acabó ganando el concurso el 23 de marzo de 2014.
Su primera canción se llamó "Spojke- Beograd" la cual cantó junto a uno de los jurados del concurso, Željko Joksimović

### 2014-2015: Eurovisión
Daniel en 2014 se presenta al Spokje Festival el cual gana con la canción Lisja Esenki, y con dicha victoria tiene el privilegio de representar a Macedonia en el festival de la Canción de Eurovisión de 2015.
Finalmente Daniel adaptó su canción y la cantó en inglés en la primera semifinal, pese a la buena producción, Daniel no logró obtener suficientes votos en dicha semifinal y no pudo clasificarse y tampoco logró llevar a Macedonia a la final, la cual lleva dos años sin clasificarse en una semifinal.
Cabe destacar que Daniel fue uno de los cantantes que cantó el himno para el mundial de balonmano que se celebró en Catar y que ha marcado un hito en el mundo deportivo

## Discografía
- 2009 "princeza Nezna ko"
- 2013 "Sloboda" (feat. Toni Zen)
- 2014 " Skopje-Beograd "(feat. Željko Joksimović )
- 2014 " Autumn Leaves "/" Lisja esenski "
- 2014 " Ne mogu protiv srca svog "
- 2014 "Sekoj" (feat. Zlatno Slavejce )
- 2014 "Za mig" (feat. Tamara Todevska )
- 2015 "Live It" Catar 2015 Himno Oficial "أغنية قطر 2015 الرسمية" عيشها (feat.Alexander Rybak, Ewa Farna, Lana Jurcevic, OCEANA, Rafal Brozozwski, *ALYA, Marija Sestic, OLA, Amina Djammel, Fallulah, Lucas Silveira; Jon Jonsson , Nyusha; Pablo López; Francesca Valenzuela; Shahab Tiam; Charlee; *Mani; Fahad Al Kubaisi; Hasan Kharbesh; Carmen Suleiman; Daniela Herrero; Jaber Al Kaser)
- 2015 "Carry The Flame" (Oficial HH Anthem) (feat. BOBO, MERJ antes de BLACKSTREET)